# Хендли Пејџ Халифакс
Хендли Пејџ Халифакс (енгл. Handley Page Halifax) је био британски тешки бомбардер из периода Другог свјетског рата. Производила га је фабрика Хендли Пејџ (Handley Page) од новембра 1940. до 1946.

## Развој
Иако никад није достигао славу Ланкастера, Халифакс је дао скоро исти допринос у Другом свјетском рату, и то у већем броју улога. Планиран као двомоторац, и одговор на спецификацију П.13/36, Халифакс је постао добар бомбардер и транспортни авион практично без проблема при кориштењу.
Серија II је увела отада стандардни нос, с прозирним Перспексом, једним Викерс К митраљезом, леђном куполом са 4 митраљеза 7.7 mm и моторима Мерлин од 1390 КС. Каснија побољшања у производњи су укључивала Х2С радар, четверокраке пропелере, већи распон крила, 12.7 mm митраљез у носу, а серија III уводи и моторе од 1650 КС Херкулес. Серија VI је имала дефинитивне моторе Херкулес 100 од 1800 КС.
Први лет прототипа је изведен 24. септембра 1939. године, а авион је ушао у серијску производњу у новембру 1940. Произведено је укупно 6,176 авиона.

## У борби
Прва ескадрила опремљена Халифаксима је била 35. у Линтону, а прва мисија је била напад на Авр ноћу 11./12. марта 1942. Авиони су учествовали у ноћној бомбардерској офанзиви РАФ-а на Њемачку од 1942. до краја рата. Уз то су кориштени као транспортни авиони (верзија C.VIII), за вучу једрилица, носачи падобранаца, и електронско ратовање са 100. групом.
Задња мисија РАФ-овог Халифакса је била из Гибралтара 1952. године, а Пакистан је наставио да користи Халифакс до 1961.
Корисници авиона су били В. Британија, Француска, Канада, Нови Зеланд и Пакистан.

## Карактеристике
Врста авиона: тешки бомбардер
- Први лет прототипа: 24. септембра 1939. године
- Произвођач: Хендли Пејџ (Handley Page)

Димензије
- Аеропрофил крила:

Масе
Погонска група
- Мотори: четири, Бристол Херкјулиз 16 (Bristol Hercules XVI), 1,205 kW, 1,615 КС
- Однос снага/тежина: 195

## Летне особине
- Највећа брзина: (I) 426 km/h (V, VII, VIII, IX) 454 km/h, (III, VI) 501
- Радијус дејства: 3000
- Највећи долет:
- Оперативни врхунац лета: 7,315
- Брзина пењања: 3.8

## Наоружање
- Стрељачко: 8 митраљеза .303 in (7.7 mm) Браунинг (Browning)
- Бомбе: до 5897